# Cercyon limbatus
Cercyon limbatus är en skalbaggsart som beskrevs av Mannerheim 1843. Cercyon limbatus ingår i släktet Cercyon och familjen palpbaggar. Inga underarter finns listade i Catalogue of Life.